# دهان‌لولایی
دهان‌لولایی (نام علمی: Phractolaemus ansorgii) نام یک گونه از راسته خامه‌ماهی‌سانان است.